# Annibale Albani
Annibale Albani (15 de agosto de 1682 - 21 de setembro de 1751) foi um cardeal italiano da Diocese de Sabina-Poggio Mirteto. 
Albani nasceu em Urbino, de pais albaneses. Primo do Papa Clemente XI, tornou-se cardeal-bispo de Sabina (1711). Era o irmão mais velho do cardeal Alessandro Albani, um colecionador ainda mais famoso.
Como patrono da literatura eclesiástica, deixou uma valiosa biblioteca, uma galeria de pinturas e esculturas, e um armário de moedas que acabaram sendo adicionadas à coleção do Vaticano. Editou, em dois volumes, cartas, sumários, e bulas de Clemente XI (1724), o Menologium Græcorum (1727) e memórias históricas de Urbino (1722-1724).